# Hammersmith (stacja metra na liniach District i Piccadilly)
Hammersmith – stacja metra w Londynie, w mieście Hammersmith, zapewniająca międzyplatformowy węzeł przesiadkowy między liniami District i Piccadilly. Stacja linii Hammersmith & City i Circle o tej samej nazwie jest oddzielną stacją. Obie stacje są oddzielone od siebie przez Hammersmith Broadway. Stację otwarto 9 października 1874 roku.